# Mon amie Flicka
Pour les articles homonymes, voir Flicka.
Mon amie Flicka (My Friend Flicka) est un roman pour enfants de Mary O'Hara, publié en 1941, et traduit en français en 1947. L'édition de 1991 a été illustrée par Willi Glasauer.
Il s'agit du premier titre d'une trilogie, les tomes suivants étant : Le Fils de Flicka (Thunderhead, Son of Flicka, 1943) et L'Herbe verte du Wyoming (Green Grass of Wyoming, 1948).

## Résumé

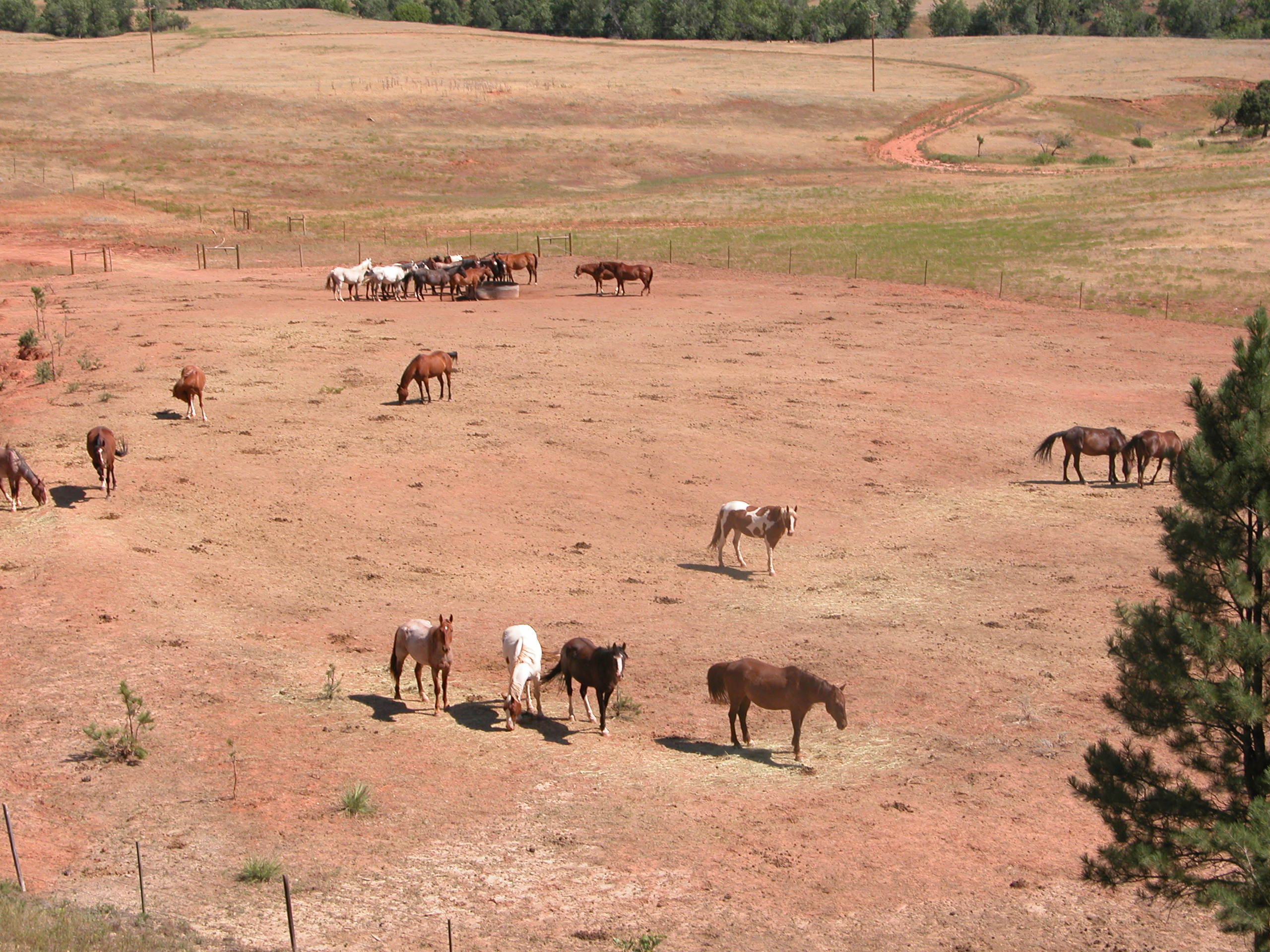
Élevage de chevaux au Wyoming (années 2000).

Ken McLaughlin, dix ans, au bulletin scolaire médiocre, vit avec sa famille dans un ranch du Wyoming. Après de longs mois de pensionnat, il rentre chez lui pour l'été et retrouve les paysages qu'il adore et surtout les chevaux que la famille élève. Son rêve est de posséder un cheval rien qu'à lui, mais il est trop rêveur et irresponsable. Son père, ex-capitaine de l'armée et cadet de West Point, rigide et froid, refuse puis finit par céder. 
Lors d'une balade, Ken croise une bande de chevaux sauvages qui galopent dans les plaines, ivres de liberté. Ken tombe amoureux d'une de ces petites pouliches ; c'est elle qu'il choisit. Mais privée de ses congénères et de sa liberté, la petite pouliche, baptisée Flicka (petite fille en suédois), se désespère et, tentant de s'enfuir en sautant de hautes clôtures de barbelés, va gravement se blesser. Cet été-là, Ken va tout sacrifier pour gagner à tout prix l'amitié de Flicka.

## Adaptations

### Au cinéma
- 1943 : Mon amie Flicka, premier film inspiré du roman. Cette version populaire a été suivie de l'adaptation à l'écran des deux autres romans en 1945 et 1948.
- 2006 : Flicka, autre film inspiré du roman. Durant le tournage, deux chevaux sont morts et les autres furent maltraités[1].

### À la télévision
- Mon amie Flicka, série télévisée américaine diffusée aux États-Unis à partir de 1955, et en France à partir du 16 avril 1960 sur la première chaîne de l'ORTF.